# New and Improved
New and Improved es un álbum recopilatorio de la banda de heavy metal Quiet Riot

## Lista de canciones
1. Don't Know What I Want
2. Angry
3. Alive And Well
4. The Ritual
5. Overworked And Underpaid
6. Slam Dunk (Way To Go)
7. Too Much Information
8. Against The Wall
9. Highway To Hell
10. Sign O The Times (Bonus Track)
11. Don't Want To Let You Go (Bonus Track)
12. Wild And The Young (Bonus Track)
13. Mama Weer All Crazee Now (Bonus Track)
14. Cum On Feel Noize (Bonus Track)
15. Metal Health (Bang Your Head) (Bonus Track)

- Datos: Q3875616